# Кэш, Роберт
Роберт Кэш (англ. Robert Cash; род. 7 марта 2001, Нью-Олбани) — американский теннисист. Финалист одного турнира ATP в парном разряде; и победитель семи турниров ATP Challenger в парном разряде.

## Биография
Родился 7 марта 2001 года в Нью-Олбани, в Огайо, в США.

## Спортивная карьера
В 2023—2025 годах стал победителем пяти турниров ATP серии «челленджер» и одного турнира ITF серии «фьючерс» в парном разряде.

### 2024
В конце июля 2024 года вместе с соотечественником Джей-Джей Трейси стал финалистом парного турнира категории ATP 250 Hall of Fame Tennis Championships в Ньюпорте (США), где они в финале проиграли паре Андре Йёранссон и Сем Вербек со счётом 3-6, 4-6.
В конце августа 2024 года, в парном разряде Открытого чемпионата США вместе с соотечественником Джей-Джей Трейси дошли до второго круга, где они проиграли аргентинской паре Максимо Гонсалес и Андрес Мольтени со счётом 7-6(2), 6-7(4), 4-6.